# Rose Stradner
Rosa Louise Marie Stradner (* 31. Juli 1913 in Wien, Österreich-Ungarn; † 27. September 1958 in Mount Kisco, New York) war eine österreichische Schauspielerin.

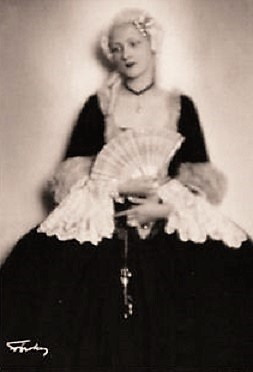
Fotograf: Ernst Förster

## Leben und Werk
Sie besuchte die Akademie für Musik und darstellende Kunst in ihrer Heimatstadt und wurde 1929 am Stadttheater Zürich engagiert. 1931 spielte sie in Brünn, 1932 bis 1934 gehörte sie zum Ensemble des Deutschen Volkstheaters in Wien. 1935 bis 1937 wirkte sie am Theater in der Josefstadt, wo sie bis 1936 in dem Singspiel Sissy in der Titelrolle auftrat.
Durch ihren ersten Ehemann, den Regisseur Karl Heinz Martin, kam sie 1933 zum Film, wo sie durchwegs bedeutende Rollen erhielt.
Bereits im November 1935 hatte sie in New York in dem Stück Love is Not So Simple Theater gespielt, und 1937 ließ sie sich, ermuntert durch MGM-Mogul Louis B. Mayer, dauerhaft in New York nieder. An der Seite von Edward G. Robinson agierte sie in ihrer ersten amerikanischen Produktion Der letzte Gangster als Braut eines Gangsterbosses.
Am 31. Juli 1939 heiratete sie den Filmproduzenten Joseph L. Mankiewicz. Sie wurde Mutter von zwei Söhnen, Christopher und Tom. Rose Stradner erhielt in den späteren Jahren keine Filmrollen mehr, litt an Alkoholproblemen und nahm sich im Alter von 45 Jahren mit einer Überdosis Schlaftabletten das Leben.

## Filmografie
- 1933: Ein gewisser Herr Gran
- 1933: Hochzeit am Wolfgangsee
- 1934: So endete eine Liebe
- 1934: Hundert Tage
- 1935: Nacht der Verwandlung
- 1935: Der Mann mit der Pranke
- 1935: Der Postillon von Lonjumeau
- 1936: Diener lassen bitten
- 1936: Stadt Anatol
- 1937: Der letzte Gangster (The Last Gangster)
- 1939: Blind Alley
- 1944: Schlüssel zum Himmelreich (The Keys of the Kingdom)